# 2012년 하계 올림픽 배구
제30회 하계 올림픽 배구 경기는 2012년 7월 28일부터 8월 7일까지 영국 런던에서 열렸다.

## 메달리스트
| 남자 배구 자세히       | 러시아 | 브라질 | 이탈리아 |  |  |  |
| 여자 배구 자세히       | 브라질 | 미국   | 일본     |  |  |  |
|                        |        |        |          |  |  |  |
| 남자 비치발리볼 자세히 | 독일   | 브라질 | 라트비아 |  |  |  |
| 여자 비치발리볼 자세히 | 미국   | 미국   | 브라질   |  |  |  |